# Oriolus tenuirostris
La oropéndola picofina (Oriolus tenuirostris) es una especie de ave paseriforme de la familia Oriolidae propia del norte del sudeste asiático.

## Distribución y hábitat
Se encuentra en Birmania, Bután, China, India, Laos, Nepal, Tailandia y Vietnam. 
Su hábitat natural son los bosques húmedos subtropicales montanos.